# Emma Stone
Emily Jean »Emma« Stone, ameriška filmska in televizijska igralka, 6. november 1988,  Scottsdale, Arizona, Združene države Amerike.
Emma Stone je v začetku svoje kariere redno igrala v televizijski seriji Drive in se pojavila v svojem filmskem prvencu, komediji Super hudo (2007). Zaigrala je tudi v filmih Hišna zajčica (2008) in Vse moje bivše (2009). Nato je leta 2009 zaigrala v komični grozljivki Dobrodošli v deželi zombijev in neodvisni komediji Paper Man. Leta 2010 je glas posodila Mazie v filmu Marmaduke ter zaigrala v srednješolski komediji Lahka punca, za katero si je prislužila nominacijo za zlati globus v kategoriji za »najboljšo igralko v muzikalu ali komediji«. Leta 2011 je zaigrala v filmih Ta nora ljubezen in Služkinje; oba filma sta bila tako kritično kot komercialno izredno uspešna. Zaigrala je Gwen Stacy v filmu Neverjetni Spider-man.

## Zgodnje življenje
Emily Jean Stone se je rodila v Scottsdaleu, Arizona, Združene države Amerike. Je prvi otrok gospodinje Kriste (roj. Yeager) in pogodbenika Jeffa Stonea; ima še dve leti mlajšega brata. Preko dedka po očetovi strani švedske korenine; njena družina je priimek po prihodu v Združene države Amerike preko Ellis Islanda spremenila v »Stone«, da je zvenel bolj angleško, nekateri njeni predniki pa so živeli tudi v pennsylvanski nizozemski četrti.
Kot dojenček je zbolela za koliko; to je stanje, ko dojenček ne preneha kričati. Zaradi tega so se njene glasilke razvile narobe in zato ima tako nizek in rezek glas. Še v odraslosti jo zaradi tega pogosto boli grlo. Med odraščanjem je Emma Stone redno nastopala v mladinskem gledališču Valley, regionalnem gledališču v Phoenixu, Arizona, kjer se je pri enajstih prvič pojavila na odru, in sicer v gledališki igri Veter v vrbju. Šolala se je na osnovni šoli Sequoya in nato do šestega razreda na srednji šoli Cocopah. Dve leti se je šolala doma in se v tem času pojavila v šestnajstih gledaliških igrah gledališča Valley, vključno z: Božični Vini Pu, Princesa na zrnu graha, Pepelka, Čarovnik iz Oza, Titanik, Honk!, Mala morska deklica, Schoolhouse Rock Live!, Alica v čudežni deželi in Jožef in njegova sanjsko pisana obleka, nastopala pa je tudi z gledališko skupino, ki je izvajala improvizirano komedijo.
Emma Stone se je kasneje pričela šolati na katoliški dekliški srednji šoli Xavier, kjer pa je ostala le en semester. Starše je s PowerPointom ob spremljavi Madonnine pesmi »Hollywood« prepričala, da so ji dovolili, da se preseli v Kalifornijo in prične s svojo igralsko kariero. Prenehala je s šolanjem na srednji šoli in se pri petnajstih januarja 2004 skupaj z mamo preselila v stanovanje v Los Angelesu. Takrat se je šolala doma, da je čez dan lahko hodila na avdicije.

## Kariera

### 2004–2009: Zgodnje delo
Emma Stone je s svojo kariero pričela, ko je zaigrala vlogo Laurie Partridge v VH1-jevi televizijski seriji In Search of the New Partridge Family (2004). V sklopu serije The New Partridge Family (2005) so izdali le prvo epizodo. Nato je zaigrala v televizijskih serijah, kot so Medij, Glavca in Srečni Louie. Leta 2007 je dobila redno vlogo v Foxovi televizijski seriji Drive, kjer je vse do konca serije igrala Violet Trimble. Odšla je tudi na avdicijo za serijo Heroji, kjer je slišala režiserja serije Hayden Panettiere, ki so ji dodelili vlogo Claire Bennet, reči: »Na lestvici od ena do deset si zaslužiš enajstko.« Kasneje je Emma Stone dejala, da je ob tej izkušnji »pristala na dnu«.
Emma Stone je leta 2007 posnela svoj prvi film, najstniško komedijo Super hudo, kjer je zaigrala Jules, simpatijo glavnega lika Setha (Jonah Hill). Leta 2008 se je pojavila v komediji Roker, kjer je poleg Rainna Wilsona zaigrala Amelio, basistko v glasbeni skupini Teddyja Geigerja. Za vlogo se je morala naučiti igrati na bas kitaro Istega leta se je pojavila v komediji Hišna zajčica ob Anni Faris, Katharine McPhee, Kat Dennings, Rumer Willis in Colinu Hanksu. Emma Stone je zaigrala predsednico sesterstva in v filmu zapela lastno različico pesmi »I Know What Boys Like« glasbene skupine The Waitresses iz leta 1982.
Leta 2009 se je Emma Stone pojavila v filmu Vse moje bivše, romantični komediji Marka Watersa, režiserja filma Zlobna dekleta, kjer sta poleg nje zaigrala še Matthew McConaughey in Jennifer Garner. V filmu je zaigrala Allison Vandermeersh, »duha deklet iz preteklosti«, parodijo na »duha božične preteklosti«, ki nastopa v romanu Charlesa Dickensa, Božična pesem. Zaigrala je tudi v komični grozljivki Rubena Fleischerja z naslovom Dobrodošli v deželi zombijev poleg Woodyja Harrelsona in Jesseja Eisenberga. Film je pričela snemati februarja 2009 v Atlanti. V filmu je zaigrala Wichito, čarodejko iz Wichite, Kansas, ki s svojo mlajšo sestrico malo Rock (Abigail Breslin) potuje po Združenih državah Amerike. Istega leta je zaigrala v neodvisnem filmu Paper Man poleg Jeffa Danielsa, Ryana Reynoldsa in Lise Kudrow. Film sta režirala Kieran in Michele Mulroney. V njem je zaigrala Abby, varuško, ki jo lik Jeffa Danielsa najame malo zatem, ko se preseli na Long Island. Komedijo je pričela snemati 11. novembra 2008 v Montauk, New York, večinoma pa je snemala na zelo znanih lokacijah.

### 2010 - danes: Preboj
Leta 2010 je Emma Stone posodila glas manj pomembnemu liku v filmu Marmaduke, filmski upodobitvi stripov o nemški dogi. Glas je posodila Marmadukeovi prijateljici Mazie, avstralskemu ovčarju. Nato je dobila svojo prvo glavno vlogo tistega leta: poleg Amande Bynes je zaigrala v srednješolski komediji Willa Glucka z naslovom Lahka punca. Njen lik v filmu šokira svoje učitelje in bolj konzervativne sošolce zaradi govoric o svoji promiskuitetnosti, ki jih je nenamerno sprožila sama. V scenariju njeno zgodbo pogosto primerjajo z zgodbo romana Scarlet Letter, lik Emme Stone pa z glavno junakinjo iz romana, Hester Prynne. Emma Stone je scenarij za film prebrala, še preden so sploh uradno potrdili, da bodo film sploh posneli in skupaj s svojim menedžerjem budno spremljala, kdaj bodo pričeli z avdicijami za film. Scenarij jo je privlačil, ker je bil »smešen in sladek« in ker se ji je njen lik zdel »fantastičen že po prvem branju,« saj je »predstavljal velik del […] scenarija«. Ko je ugotovila, da so s produkcijo filma že pričeli, se je povezala z Willom Gluckom in izrazila svoje navdušenje nad projektom. Nekaj mesecev kasneje sta se ponovno srečala na avdiciji za film. Emma Stone je bila leta 2011 nominirana za zlati globus v kategoriji za »najboljšo igralko v muzikalu ali komedij« za svoj nastop v tem filmu.
Emma Stone se je 12. septembra 2010 pojavila na podelitvi nagrad MTV Video Music Awards in napovedala nastop glasbene skupine Linkin Park. V nekem intervjuju leta 2008 je povedala, da sanja o tem, da bi nekega dne tudi sama pričela producirati svoje filme in da bi vodila komično oddajo Saturday Night Live. Slednjo je dvakrat resnično vodila, prvič 23. oktobra 2010 in drugič 12. novembra 2011.
Emma Stone se je pojavila v še eni komediji Willa Glucka, filmu Prijatelja samo za seks ob Justinu Timberlakeu in Mili Kunis. Snemanje komedije o seksu se je pričelo julija 2010 v New Yorku, izdali pa so jo 22. julija 2010. V filmu je imela manjšo vlogo bivšega dekleta Justina Timberlakea, ki se pojavi le v nekaj krajših prizorih. Istega leta je poleg Stevea Carella, Julianne Moore, Ryana Goslinga in Marise Tomei zaigrala v romantični komediji Ta nora ljubezen. Film produkcijske hiše Warner Bros. govori o možu (Steve Carell) z zakonskimi težavami, ki se ne razume najbolje s svojimi otroci; snemati so ga pričeli 16. aprila 2010 v Los Angelesu, izdali pa 29. julija 2011. Nato je Emma Stone zaigrala v filmski upodobitvi knjižne uspešnice Služkinje Kathryn Stockett. Film, ki se dogaja v šestdesetih v Jacksonu, Mississippi, so izdali avgusta 2011. V filmu Emma Stone igra Eugenia »Skeeter« Phelan, mlado novinarko, za vlogo pa se je morala priučiti južnjaškega naglasa. Za svoj nastop v filmu je skupaj z ostalo igralsko zasedbo, ki so jo sestavljale še Viola Davis, Octavia Spencer, Bryce Dallas Howard, Allison Janney in Jessica Chastain, prejela nagrado Screen Actors Guild Award v kategoriji za »izstopajoči nastop igralske zasedbe v filmu«.
Poleg Kierana Culkina je Emma Stone zaigrala v kratkem filmu Griffina Dunnea, Veronica. Kratka komedija je pravzaprav del antološkega filma Movie 43, kjer so zaigrali Kate Winslet, Gerard Butler, Hugh Jackman, Uma Thurman, Halle Berry in še mnogi drugi. Film sta producirala brata Farrelly, režirali pa Elizabeth Banks, Steven Brill in Steve Carr.
Emma Stone je zaigrala glavno žensko vlogo v filmu Neverjetni Spider-Man, ponovni upodobitvi filmske serije Spider-man, ki sta jo producirali podjetji Columbia Pictures in Marvel Entertainment. Zaigrala je sedemnajstletno Gwen Stacy, simpatijo Petra Parkerja. Film je režiral Marc Webb, izdali pa so ga 3. julija 2012. Produkcija filma se je pričela decembra 2010 in končala aprila naslednjega leta. Emmi Stone so ponudili glavno vlogo v filmu 21 Jump Street: Mladenič v modrem poleg njenega soigralca iz filma Super hudo, Jonaha Hilla. Vlogo je potem, ko je podpisala pogodbo za film Neverjetni Spider-man, zavrnila.
Emma Stone se je pridružila igralski zasedbi filma režiserja filma Dobrodošli v deželi zombijev, Rubena Fleischerja, kriminalne drame Gangsterska enota, kjer bo poleg nje ponovno zaigral Ryan Gosling, njen soigralec iz filma Ta nora ljubezen. Poleg njiju se v filmu pojavijo še Sean Penn, Josh Brolin, Anthony Mackie, Giovanni Ribisi in Michael Peña. Emma Stone ima vlogo Grace, femme fatale, ujete v ljubezenski trikotnik med likom Ryana Goslinga in likom Seana Penna, mafijašem Mickeyjem Cohenom. Film bo v Severni Ameriki izšel 11. januarja 2013.
Emma Stone se je pridružila igralski zasedbi animiranega filma The Croods, 3D komedije produkcijske hiše DreamWorks Animation. V filmu bo glas posodila Eep, Grugovi (Nicolas Cage) in Uggini (Catherine Keener) najstarejši hčerki. Ryan Reynolds bo glas posodil Gyju, njeni simpatiji. Film bo izšel 22. marca 2013.
Emma Stone bo z Willom Gluckom, režiserjem in scenaristom filma Lahka punca, ponovno sodelovala na zaenkrat še nenaslovljeni komediji, ki jo bo produciralo podjetje Screen Gems. Ob pripravljanju na film je podjetje obema namenil ponovno diskretnost, saj glede na to, kako uspešen je bil film Lahka punca, pričakujejo, da bo enak uspeh požel ta film. Zaigrala in producirala bo film Little White Corvette, komedijo o bratu in sestri, ki se spopadata s svojo odvisnostjo od drog; scenarij za film je napisal Michael Diliberti. Emma Stone je film pričela snemati sredi leta 2012 v Miamiju. Glas je posodila tudi stranskemu liku v videoigri Sleeping Dogs.
Julija 2012 je podpisala pogodbo za igranje v še nenaslovljeni ljubezenski zgodbi, ki jo je napisal z oskarjem nagrajeni Cameron Crowe, produciralo pa podjetje Sony Pictures.

## Zasebno življenje
Čeprav je v javnosti poznana kot rdečelaska, so lasje Emme Stone naravno blond. Svojo prvo vlogo je dobila kot najstnica potem, ko si je lase prebarvala na temno rjavo. Filmski producent Judd Apatow ji je za vlogo v filmu Superhudo naročil, naj se prebarva na rdeče. Za svojo vlogo v filmu Neverjetni Spider-man se je ponovno prebarvala na blond.
Potem, ko sta se spoznala na snemanju filma Neverjetni Spider-man, je pričela hoditi z igralcem Andrewom Garfieldom.
Za svoje umetniško ime je izbrala ime »Emma«, ker je bilo ime »Emily Stone« v ameriškem cehu igralcev že zasedeno. Njena družina in prijatelji ji pravijo Emily. Najprej je za svoje umetniško ime izbrala ime »Riley Stone«, vendar se je potem, ko je posnela epizodo serije Glavca, odločila, da ji je bolj všeč ime »Emma«, vzdevek, ki ji ga je nadela njena mama.
Leta 2009 se je preselila iz Los Angelesa v Greenwich Village, New York City.

## Filmografija

### Filmi
| Leto | Naslov                       | Vloga                    | Opombe          |
| ---- | ---------------------------- | ------------------------ | --------------- |
| 2007 | Super hudo                   | Jules                    |                 |
| 2008 | Roker                        | Amelia                   |                 |
| 2008 | Hišna zajčica                | Natalie                  |                 |
| 2009 | Vse moje bivše               | Allison Vandermeersh     |                 |
| 2009 | Paper Man                    | Abby                     |                 |
| 2009 | Dobrodošli v deželi zombijev | Wichita (Krista)         |                 |
| 2010 | Marmaduke                    | Mazie                    | Glas            |
| 2010 | Lahka punca                  | Olive Penderghast        |                 |
| 2011 | Prijatelja samo za seks      | Kayla                    |                 |
| 2011 | Ta nora ljubezen             | Hannah Weaver            |                 |
| 2011 | Služkinje                    | Eugenia Phelan (Skeeter) |                 |
| 2012 | Neverjetni Spider-Man        | Gwen Stacy               |                 |
| 2013 | Gangsterska enota            | Grace Faraday            | Post-produkcija |
| 2013 | Movie 43                     | Ellen Malloy             | Post-produkcija |
| 2013 | The Croods                   | Eep                      | Glas            |

### Televizija
| Leto      | Naslov                   | Vloga                                      | Opombe |
| --------- | ------------------------ | ------------------------------------------ | --- |
| 2005      | The New Partridge Family | Laurie Partridge                           | 1 epizoda (»Pilot«) |
| 2005      | Medij                    | Cynthia McCallister                        | 1 epizoda (»Sweet Dreams«) |
| 2006      | Paglavca v hotelu        | Ivana                                      | Glas 1 epizoda (»Crushed«) |
| 2006      | Glavca                   | Diane                                      | 1 epizoda (»Lois Strikes Back«)                                                                                               |
| 2006      | Srečni Louie             | Shannon                                    | 1 epizoda (»Get Out«) |
| 2007      | Drive                    | Violet Trimble                             | 7 epizod (»Pilot«, »The Starting Line«, »Partners«, »Let the Games Begin«, »No Turning Back«, »The Extra Mile« in »Rearview«) |
| 2010–2011 | Saturday Night Live      | Voditeljica/več Voditeljica/Juliette/več   | 2 epizodi (»Emma Stone/Kings of Leon« »Emma Stone/Coldplay«)                                                                  |
| 2011      | Robot Chicken            | Glas Lois Lane/Shosanna Dreyfus Yori/Janet | 2 epizodi (»No Country for Old Dogs« »Catch Me If You Kangaroo Jack«)                                                         |
| 2012      | 30 Rock                  | Ona                                        | 1 epizoda (»The Ballad of Kenneth Parcell«)                                                                                   |
| 2012      | iCarly                   | Heather                                    | 1 epizoda |

### Videoigre
| Leto | Naslov        | Vloga             | Opombe |
| ---- | ------------- | ----------------- | ------ |
| 2012 | Sleeping Dogs | Amanda Cartwright | Glas   |

## Nagrade in nominacije
| Leto | Nagrada                                                                           | Film                         | Osvojila? | Vir    |
| ---- | --------------------------------------------------------------------------------- | ---------------------------- | --------- | ------ |
| 2008 | Young Hollywood Award za razburljivi novi obraz                                   | Super hudo                   | Da        | [ 53 ] |
| 2009 | Detroit Film Critics Society za najboljšo igralsko zasedbo                        | Dobrodošli v deželi zombijev | Ne        | [ 54 ] |
| 2010 | Scream Awards za najboljšo igralsko zasedbo                                       | Dobrodošli v deželi zombijev | Da        | [ 55 ] |
| 2010 | Scream Awards za najboljšo igralko v grozljivki                                   | Dobrodošli v deželi zombijev | Ne        | [ 55 ] |
| 2010 | Teen Choice Awards za izbiro filmske igralke: Komedija                            | Zombieland                   | Ne        | [ 56 ] |
| 2011 | BAFTA Award za vzhajajočo zvezdo                                                  |                              | Ne        | [ 57 ] |
| 2011 | Black Film Critics Circle Award za najboljšo igralsko zasedbo                     | Služkinje                    | Da        | [ 58 ] |
| 2011 | Detroit Film Critics Society Award za najboljšo igralsko zasedbo                  | Služkinje                    | Ne        | [ 59 ] |
| 2011 | Zlati globus za najboljšo igralko - Muzikal ali komedija                          | Lahka punca                  | Ne        | [ 26 ] |
| 2011 | Nagrada hollywoodskega filmskega festivala za najboljšo igralsko zasedbo          | Služkinje                    | Da        | [ 60 ] |
| 2011 | MTV Movie Award za najboljši komični nastop                                       | Lahka punca                  | Da        | [ 61 ] |
| 2011 | MTV Movie Award za najboljši izrek v filmu                                        | Easy A                       | Ne        | [ 62 ] |
| 2011 | MTV Movie Award za najboljši nastop                                               | Lahka punca                  | Ne        | [ 63 ] |
| 2011 | NewNowNext Awards za vrhunec slave                                                |                              | Ne        | [ 64 ] |
| 2011 | San Diego Film Critics Society Award za najboljši nastop igralske zasedbe         | Služkinje                    | Ne        | [ 65 ] |
| 2011 | Satellite Award za najboljšo igralsko zasedbo - Film                              | Služkinje                    | Da        | [ 66 ] |
| 2011 | Southeastern Film Critics Association Award za najboljšo igralsko zasedbo         | Služkinje                    | Da        | [ 67 ] |
| 2011 | Teen Choice Awards za izbiro filmske igralke: Romantična komedija                 | Lahka punca                  | Da        | [ 68 ] |
| 2011 | The Comedy Awards za najboljšo komično igralko - Film                             | Lahka punca                  | Ne        | [ 69 ] |
| 2011 | The Comedy Awards za najboljši prebojni nastop                                    |                              | Ne        |        |
| 2011 | Washington D.C. Area Film Critics Association Award za najboljšo igralsko zasedbo | Služkinje                    | Ne        | [ 70 ] |
| 2011 | Women Film Critics Circle Award za najboljšo igralsko zasedbo                     | Služkinje                    | Da        | [ 71 ] |
| 2012 | Alliance of Women Film Journalists Award za najboljšo igralsko zasedbo            | Služkinje                    | Ne        | [ 72 ] |
| 2012 | Broadcast Film Critics Association Award za najboljšo igralsko zasedbo            | Služkinje                    | Da        | [ 73 ] |
| 2012 | Central Ohio Film Critics Association Award za najboljšo igralsko zasedbo         | Služkinje                    | Ne        | [ 74 ] |
| 2012 | MTV Movie Award za najboljšo igralsko zasedbo                                     | Služkinje                    | Ne        | [ 75 ] |
| 2012 | MTV Movie Award za najboljši poljub                                               | Ta nora ljubezen             | Ne        | [ 75 ] |
| 2012 | MTV Movie Award za najboljši nastop                                               | Ta nora ljubezen             | Ne        | [ 75 ] |
| 2012 | MTV Movie Award za prelomno leto v karieri                                        |                              | Da        | [ 76 ] |
| 2012 | NAACP Image Award za izstopajočo igralko v filmu                                  | Služkinje                    | Ne        | [ 77 ] |
| 2012 | National Board of Review Award za najboljšo igralsko zasedbo                      | Služkinje                    | Da        | [ 78 ] |
| 2012 | People's Choice Award za najljubšo komično filmsko igralko                        | Ta nora ljubezen             | Da        | [ 79 ] |
| 2012 | People's Choice Award za najljubšo filmsko igralko                                | Ta nora ljubezen, Služkinje  | Da        | [ 79 ] |
| 2012 | Screen Actors Guild Award za izstopajoči nastop igralske zasedbe v filmu          | Služkinje                    | Da        | [ 80 ] |
| 2012 | The Comedy Awards za najboljšo komično igralko - Film                             | Ta nora ljubezen             | Ne        | [ 81 ] |
| 2012 | Teen Choice Award za izbiro ženske filmske zvezdnice poletja                      | Neverjetni Spider-man        | Ne        | [ 82 ] |
| 2012 | Teen Choice Award za izbiro filmske igralke: Komedija                             | Ta nora ljubezen             | Da        | [ 83 ] |
| 2012 | Teen Choice Award za izbiro filmske igralke: Drama                                | Služkinje                    | Da        | [ 83 ] |
| 2012 | Teen Choice Award za izbiro filmskega poljuba                                     | Ta nora ljubezen             | Ne        | [ 82 ] |

## Diskografija
- Katharine McPhee - »I Know What Boys Like« (2008), RCA - iTunesov singl v izvedbi Emme Stone in Rumer Willis iz filma Hišna zajčica, verzija singla glasbene skupine The Waitresses iz leta 1982